# Nomenclature Qualibat
 (mars 2012).
Si vous disposez d'ouvrages ou d'articles de référence ou si vous connaissez des sites web de qualité traitant du thème abordé ici, merci de compléter l'article en donnant les références utiles à sa vérifiabilité et en les liant à la section « Notes et références ».
Organisme de qualification et de certification des entreprises de la construction, Qualibat s’appuie, pour attribuer une qualification, sur une nomenclature spécifique à l’organisme.
Celle-ci répertorie 51 métiers du bâtiment, dans 9 familles fonctionnelles de travaux. Elle compte 233 spécialités et comprend actuellement près de 454 possibilités de qualifications et de certifications avec, pour chacune d'elles, une description technique des travaux correspondants.

## Organisation de la Nomenclature Qualibat
La nomenclature Qualibat s’organise selon 9 grandes familles fonctionnelles de travaux correspondant à la décomposition classique d’un bâtiment et de son environnement, de l’infrastructure aux finitions.
- Famille 1 : Préparation du site et infrastructure
- Famille 2 : Structure et gros œuvre
- Famille 3 : Enveloppe extérieure
- Famille 4 : Clos, divisions, aménagements
- Famille 5 : Équipements techniques
- Famille 6 : Finitions
- Famille 7 : Isolation thermique, acoustique, frigorifique
- Famille 8 : Performance énergétique
- Famille 9 : Offre globale

## Hiérarchisation des qualifications et certifications
Chaque qualification ou certification correspond à un code à 4 chiffres composé de la façon suivante :
- le premier chiffre (de 1 à 9) correspond à la famille de travaux concernée par la qualification ou certification,
- le second chiffre (de 1 à 9) correspond au métier ou activité visé par la qualification ou certification dans la famille concernée,
- le troisième chiffre (de 1 à 9) caractérise la technique utilisée, le matériau ou encore la spécialité,
- le quatrième chiffre (de 1 à 4) indique le niveau de technicité de la qualification ou certification (courante, confirmée, supérieure ou exceptionnelle).

Par exemple, la qualification 5361 appelée « Rénovation d’installations de chauffage » se décompose de la manière suivante :
- Famille 5 : Équipements techniques
- Activité 53 : Installation thermique de génie climatique
- Spécialité 536 : Rénovation d’installations de chauffage et de chaufferies
- Technicité 1 : technicité courante